# Cyrix Cx486

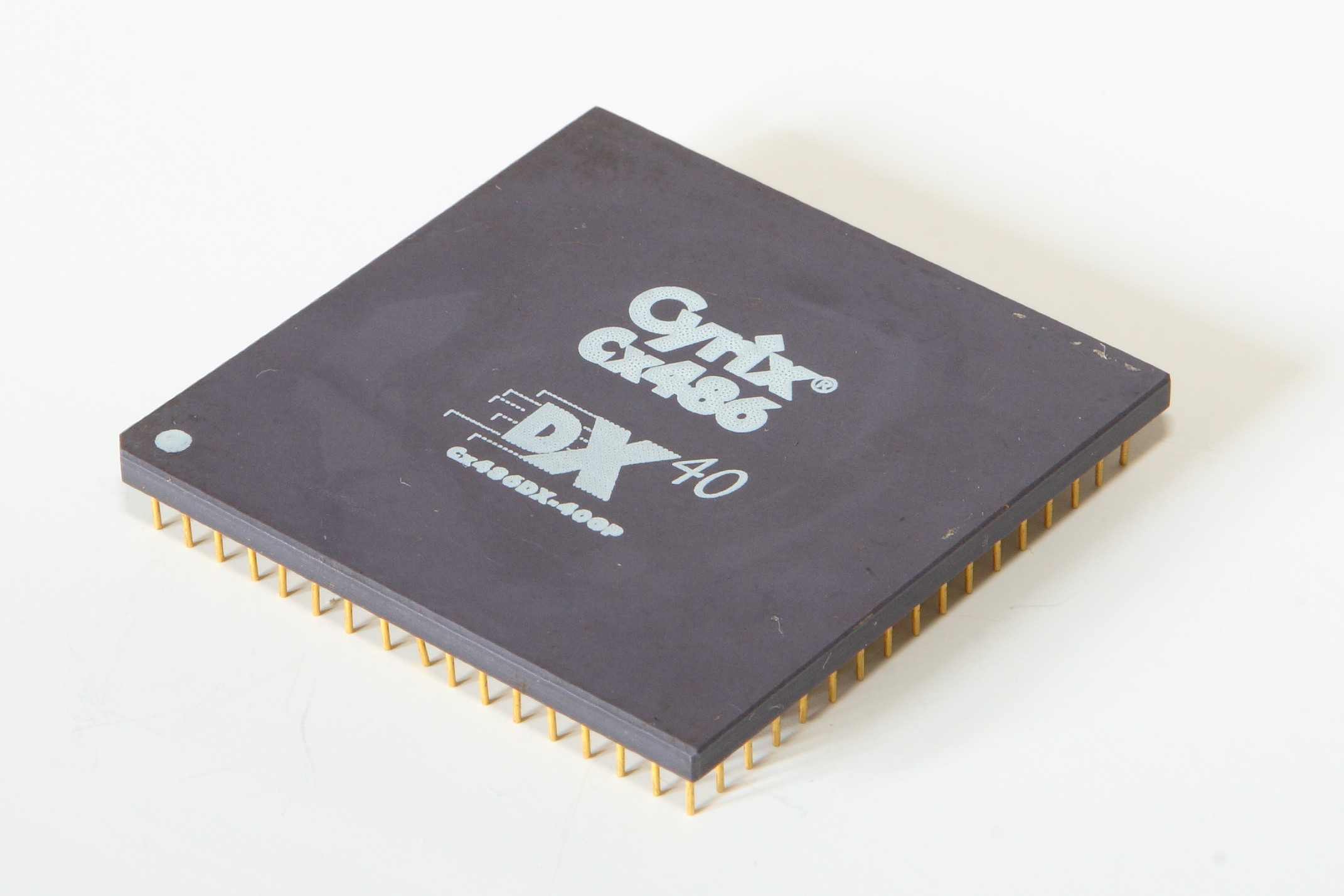
Cyrix 486 DX 40 MHz

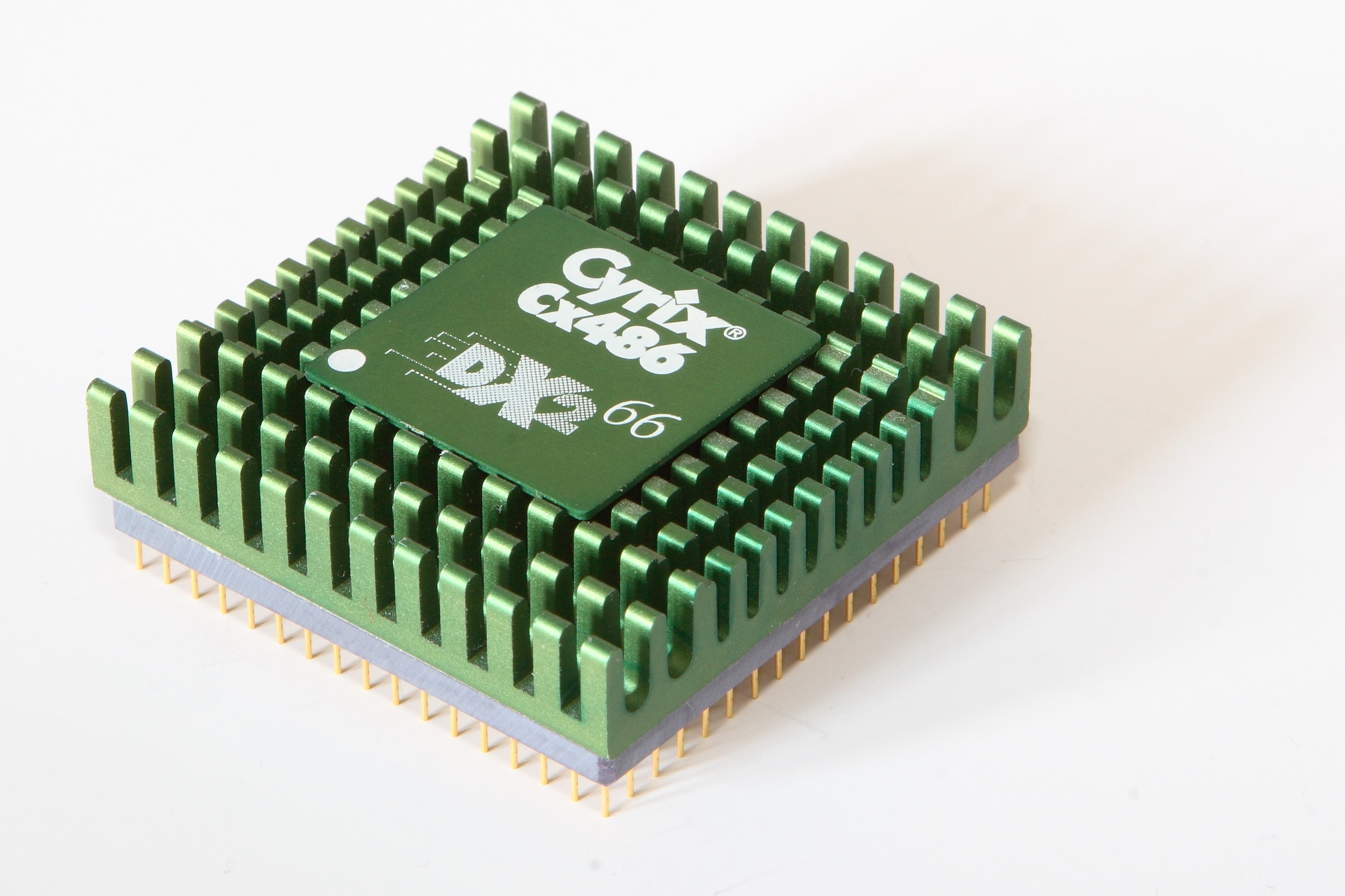
Cyrix 486 DX2 66 MHz mit passivem Kühlkörper

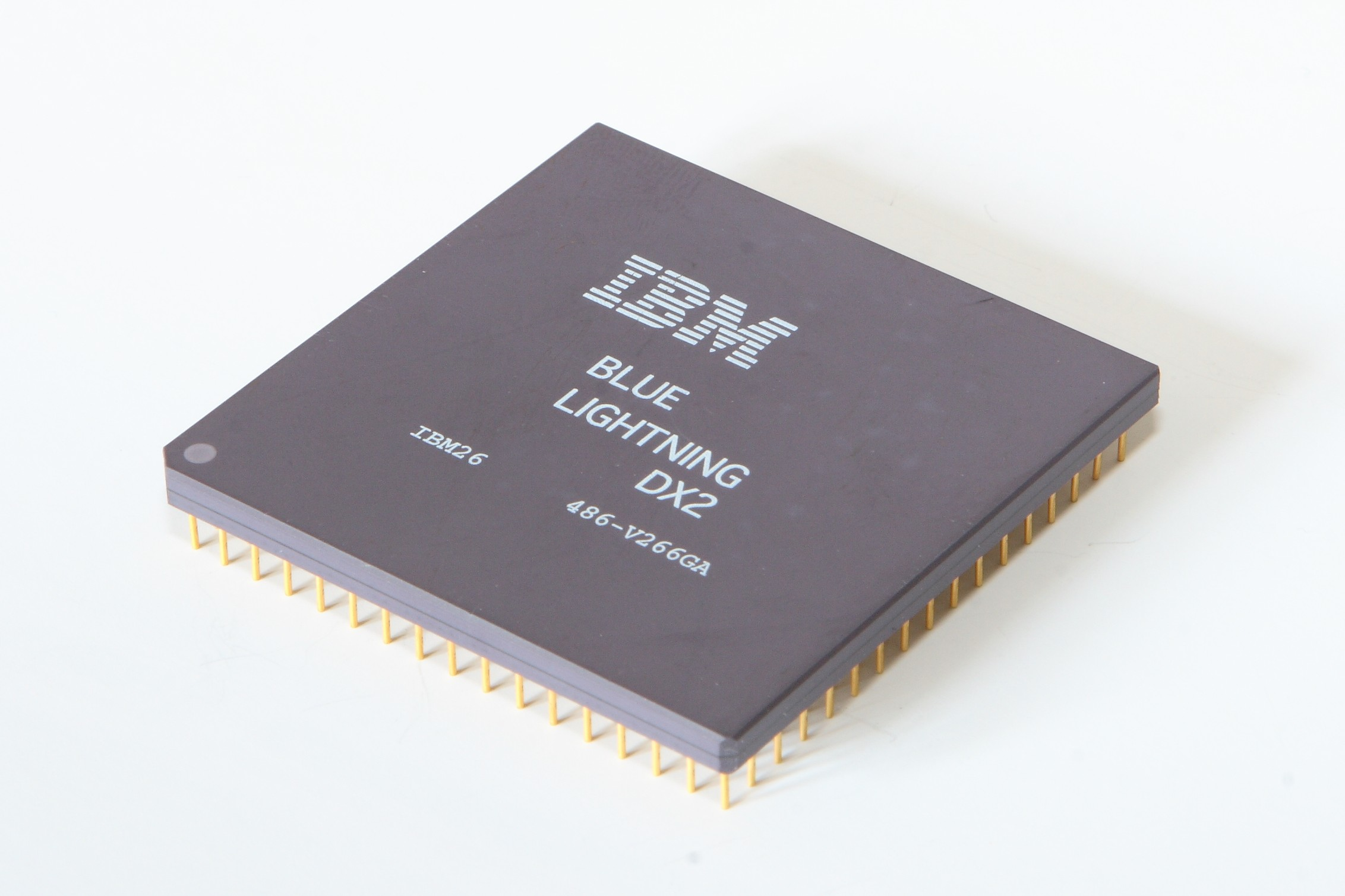
IBM 486 DX2 66 MHz

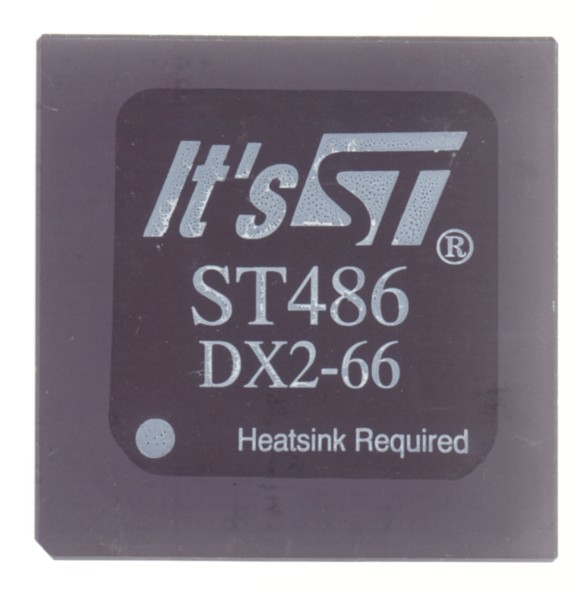
ST 486 DX2 66 MHz

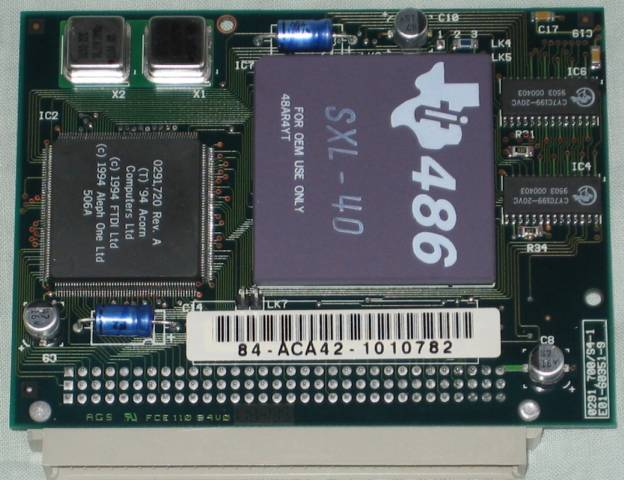
TI486 SXL-40 auf einer CPU-Karte für den ACORN Risc PC

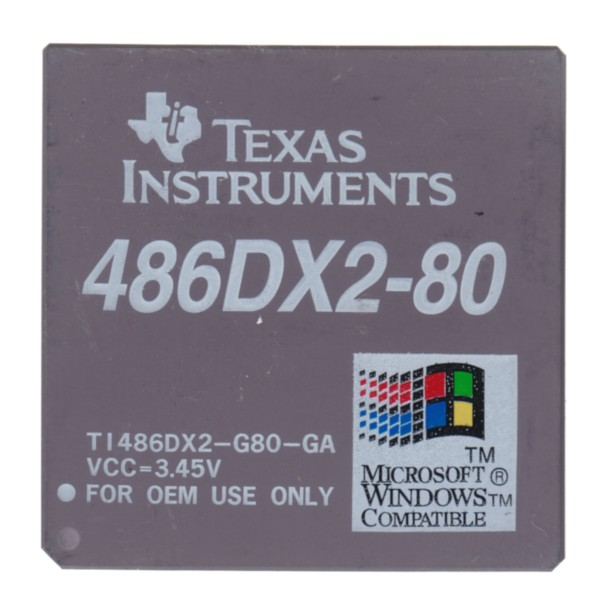
TI486 DX2 80 MHz

Die Cx486-CPU-Familie von Cyrix ist eine Eigenentwicklung, die zu den i486-CPUs kompatibel ist.

## Geschichte
Da Cyrix über kein Patentaustauschabkommen mit Intel verfügte, baute man die Funktion der 80486-CPUs nach. Das Resultat war eine Familie von Mikroprozessoren, die im gleichen Sockel und mit der gleichen Software wie die Intel-Pendants funktionierte, allerdings intern anders aufgebaut war und die teilweise erweiterte (oder auch weniger) Funktionen beinhaltete.
Mit den Cx486 CPUs gelang Cyrix der Einstieg in das x86-Geschäft. Als fabless (fabrikloses) Unternehmen benötigte Cyrix Produktionspartner – in diesem Fall IBM, SGS-Thomson und Texas Instruments –, die diese CPUs als Teil der Vereinbarung auch unter eigenem Namen verkaufen durften. So wurde eine CPU unter vier verschiedenen Namen auf den Markt gebracht.
Zusätzlich zu den „reinen“ 80486-kompatiblen CPUs entwickelte man auch Cx486-CPUs, die für 80386-Mainboards und deren Sockel geeignet waren. Diese CPUs waren ideale Aufrüst-CPUs für entsprechende Mainboards.

## Namensgebung
Die Namensgebung orientierte sich weitgehend an Intels Namengebung für die i486-CPUs:
- DX: Modelle mit mathematischem Koprozessor (entspricht Intel i486DX)
- DX2: Wie DX, aber mit interner Taktverdoppelung (entspricht Intel i486DX2)
- DX4: Wie DX, aber mit interner Taktverdreifachung (entspricht Intel DX4)
- S: Modelle ohne mathematischem Koprozessor (entspricht Intel i486SX)

Zusätzlich gibt es noch folgende Modelle:
- DLC: Modelle für 80386-Sockel ohne mathematischem Koprozessor
- DRx²: Wie DLC, allerdings mit interner Taktverdoppelung
- DRu²: PGA-Package, interne Taktverdoppelung
- SLC: Wie DLC, allerdings mit QFP-Package statt des bekannteren PGA-Packages
- SRx²: Wie SLC, allerdings mit interner Taktverdoppelung

## Modelle
- Cx486SLC
- Cx486SRx²
- Cx486DLC
- Cx486DRx²
- Cx486S
- Cx486DX
- Cx486DX2
- Cx486DX4